# Списак поврћа
Уобичајено поврће за подручје Балкана:
- Артичока
- Бели лук
- Блитва
- Боранија
- Боб
- Бела ротква
- Броколи
- Ђумбир
- Зелена салата
- Зеље
- Карфиол
- Келераба
- Кељ
- Краставац
- Кромпир
- Купус
- Лубеница
- Паприка
- Парадајз
- Пасуљ (Грах)
- Плави патлиџан
- Пашканат
- Празилук
- Прокељ, кељ пупчар
- Раштика
- Ротквица
- Спанаћ
- Сочиво
- Тиква (Бундева)
- Тиквица
- Цвекла
- Целер
- Црна ротква
- Црни лук
- Грашак
- Шаргарепа (Мрква)
- Шпаргла